# Wiesław Ambrozik
Wiesław Marian Ambrozik (ur. 1947) – polski naukowiec, profesor nauk społecznych.

## Życiorys
Specjalizuje się w zagadnieniach z zakresu pedagogiki resocjalizacyjnej i społecznej. Jest profesorem i wykładowcą w Zakładzie Resocjalizacji na Wydziale Studiów Edukacyjnych Uniwersytetu im. Adama Mickiewicza w Poznaniu. Uczył także w Wyższej Szkole Humanistycznej Towarzystwa Wiedzy Powszechnej w Szczecinie oraz Wyższej Szkole Humanistycznej im. Króla Stanisława Leszczyńskiego w Lesznie. Członek Komitetu Nauk Pedagogicznych PAN i Zespołu do spraw Nauk Społecznych i Prawnych Polskiej Komisji Akredytacyjnej.
Habilitował się w 1989 na Wydziale Nauk Społecznych Uniwersytetu im. Adama Mickiewicza w Poznaniu na podstawie rozprawy zatytułowanej Wychowawcze funkcjonowanie średniego miasta uprzemysłowionego.
Tytuł profesora nauk społecznych nadano mu w 2014 roku.

## Książki
Autor lub współautor pozycji książkowych:
- Sytuacja społeczna dziecka rodziny alkoholicznej w kulturowo zaniedbanym rejonie wielkiego miasta[2]
- Wychowawcze funkcjonowanie średniego miasta uprzemysłowionego: analiza systemowa ze szczególnym uwzględnieniem funkcji samoregulujących[3]
- Uniwersytet, społeczeństwo, edukacja: materiały konferencji naukowej z okazji X-lecia Wydziału Studiów Edukacyjnych Uniwersytetu im. Adama Mickiewicza, Poznań, 13-14 października 2003 roku[4]
- Pedagogika resocjalizacyjna: w stronę uspołecznienia systemu oddziaływań[5]
- Dewiacje wychowawcze w środowisku wiejskim[6]
- Problemy organizacji i zarządzania więzieniem: materiały II Krajowego Sympozjum Penitencjarnego[7]
- Służba więzienna wobec problemów resocjalizacji penitencjarnej: III Krajowe Sympozjum Penitencjarne[8]
- Misja Służby Więziennej a jej zadania wobec aktualnej polityki karnej i oczekiwań społecznych: IV Polski Kongres Penitencjarny : praca zbiorowa[9]
- Współczesne kierunki zmian w teorii i praktyce resocjalizacyjnej[10]